# ربح السهم المؤجل
ربح السهم المؤجل في الاقتصاد (بالإنجليزية: deferred dividend) هو ربح يعلن في الوقت لحاضر ولكن يستحق ويتوجب دفعه في وقت لاحق ، فقد يعلن ربح كهذا عن بوليصة تأمين مثلا ، إلا أنه لا يدفع بالفعل إلا عند استحقاقه فقط.

## اقرأ أيضاً
- مؤجل
- مستحقات مؤجلة
- سند مؤقت
- أوراق تجارية مالية
- ضمان إضافي
- مردود الاستثمار
- الحد الأدنى للعائد
- نظارة الحسابات
- تخصيص الأموال
- حجم الأعمال (اقتصاد)